# William Godwin
William Godwin (Cambridgeshire, 3 de março de 1756 — 7 de abril de 1836) foi um jornalista inglês, filósofo político e novelista. 

## Carreira
Ele é considerado um dos primeiros expoentes do utilitarismo. Godwin é mais conhecido por dois livros que ele publicou no intervalo de um ano: Inquérito acerca da justiça política, um ataque às instituições políticas, e As coisas como elas são ou As Aventuras de Caleb Williams, que ataca os privilégios da aristocracia, mas também é virtualmente o primeiro romance de mistério. Baseado no sucesso de ambos, Godwin tornou-se uma figura proeminente entre os círculos radicais de Londres na década de 1790. Na reação conservadora subsequente ao radicalismo britânico, Godwin foi atacado, em parte por causa de seu casamento com a escritora feminista pioneira Mary Wollstonecraft em 1797 e sua cândida biografia sobre ela após sua morte; sua filha Mary Godwin (conhecida posteriormente como Mary Shelley) seria autora de Frankenstein
e se casaria com o poeta Percy Bysshe Shelley. Godwin foi autor de uma extensa obra, do romance ao texto histórico e demográfico. Com sua segunda esposa, Mary Jane Clairmont, ele escreveu o livro infantil Primer, baseado na história clássica e bíblica, que publicou junto com o escrito Tales from Shakespeare de Charles Lamb e Mary Lamb. Utilizando o pseudônimo de Edward Baldwin, ele escreveu uma grande variedade de livros para crianças, incluindo uma versão de Jack e o Feijão Falante. Ele também teve uma considerável influência na literatura britânica e na cultura literária europeia.
Ele também foi considerado um dos criadores do Anarquismo, por ter tido bastante influência com seu pensamento utilitarista.

## Obras e ideias

### Inquérito sobre Justiça PolíticaeCaleb Williams
Em 1793, enquanto a Revolução Francesa estava em pleno andamento, Godwin publicou sua grande obra sobre ciência política, Enquiry concerning Political Justice, and its Influence on General Virtue and Happiness. A primeira parte deste livro foi em grande parte uma recapitulação de A Vindication of Natural Society de Edmund Burke – uma crítica ao Estado. Godwin reconheceu a influência de Burke para esta parte. O resto do livro é a visão positiva de Godwin de como uma sociedade anarquista (ou minarquista) pode funcionar. A Justiça Política foi extremamente influente em seu tempo: depois dos escritos de Burke e Paine, Godwin foi a resposta escrita mais popular à Revolução Francesa. O trabalho de Godwin foi visto por muitos como iluminando um meio termo entre os extremos ardentes de Burke e Paine. O primeiro-ministro William Pitt disse que não havia necessidade de censurá-lo, porque a mais de £ 1 era muito caro para o britânico médio comprar. No entanto, como era prática na época, inúmeras "sociedades correspondentes" adotaram a Justiça Política, ora compartilhando-a, quer fazendo-a ser lida para os analfabetos. Eventualmente, vendeu mais de 4 000 cópias e trouxe fama literária para Godwin.
Godwin aumentou a influência da Justiça Política com a publicação de um romance que se mostrou igualmente popular, Things as They Are, ou As Aventuras de Caleb Williams. Este conta a história de um servo que descobre um segredo sombrio sobre Falkland, seu mestre aristocrático, e é forçado a fugir por causa de seu conhecimento. Caleb Williams é essencialmente o primeiro thriller: Godwin ironicamente observou que alguns leitores estavam consumindo em uma noite o que ele levou mais de um ano para escrever. Não menos importante de seus méritos é um retrato do sistema de justiça da Inglaterra e do País de Gales na época e um quadro presciente de espionagem doméstica. Seu método literário, como ele descreveu na introdução do romance, também se mostrou influente: Godwin começou com a conclusão de Caleb sendo perseguido pela Grã-Bretanha, e desenvolveu a trama para trás. Dickens e Poe comentaram sobre a engenhosidade de Godwin em fazer isso.

### Escrita política
Em resposta a um julgamento de traição de alguns de seus colegas jacobinos britânicos, entre eles Thomas Holcroft, Godwin escreveu Cursory Strictures on the Charge Delivered by Lord Chief Justice Eyre to the Grand Jury, 2 de outubro de 1794, no qual ele argumentou vigorosamente que o conceito de "traição construtiva" da acusação permitia que um juiz interpretasse qualquer comportamento como traição. Isso abriu caminho para uma grande vitória para os jacobinos, pois foram absolvidos.
No entanto, a própria reputação de Godwin acabou sendo manchada após 1798 pela imprensa conservadora, em parte porque ele escolheu escrever uma biografia sincera de sua falecida esposa, Mary Wollstonecraft, intitulada Memoirs of the Author of A Vindication of the Rights of Woman, incluindo relatos de suas duas tentativas de suicídio e seu caso (antes de seu relacionamento com Godwin) com o aventureiro americano Gilbert Imlay, que resultou no nascimento de Fanny Imlay.
Godwin, teimoso em sua prática, praticamente viveu em segredo por 30 anos por causa de sua reputação. No entanto, em sua influência sobre escritores como Shelley, que leu a obra em várias ocasiões entre 1810 e 1820, e Kropotkin, a Justiça Política toma seu lugar com a Areopagitica de Milton e Emílio de Rousseau como um texto anarquista e libertário definidor.

### Interpretação da justiça política
Com as palavras "justiça política", o autor quis dizer "a adoção de qualquer princípio de moralidade e verdade na prática de uma comunidade", e a obra era, portanto, uma investigação sobre os princípios da sociedade, do governo e da moral. Por muitos anos, Godwin estava "convencido de que a monarquia era uma espécie de governo inevitavelmente corrupto", e de desejar um governo da construção mais simples, ele gradualmente passou a considerar que "o governo por sua própria natureza neutraliza a melhoria da mente original", demonstrando crenças anti-estatistas que mais tarde seriam consideradas anarquistas.
Acreditando na perfectibilidade da raça humana, que não há princípios inatos e, portanto, nenhuma propensão original ao mal, ele considerou que "nossas virtudes e nossos vícios podem ser atribuídos aos incidentes que fazem a história de nossas vidas, e se esses incidentes pudessem ser despojados de toda tendência imprópria, o vício seria extirpado do mundo". Todo controle do homem pelo homem era mais ou menos intolerável, e chegaria o dia em que cada homem, fazendo o que parece certo aos seus próprios olhos, estaria também fazendo o que é de fato melhor para a comunidade, porque todos serão guiados por princípios da razão pura.
Tal otimismo foi combinado com um forte empirismo para apoiar a crença de Godwin de que as más ações dos homens dependem exclusivamente da influência corruptora das condições sociais, e que mudar essas condições poderia remover o mal no homem. Isso é semelhante às ideias de sua esposa, Mary Wollstonecraft, sobre as deficiências das mulheres como devido ao desânimo durante sua educação.
Peter Kropotkin observou sobre Godwin que "ao falar de propriedade, ele afirmou que os direitos de cada um 'a toda substância capaz de contribuir para o benefício de um ser humano' devem ser regulados apenas pela justiça: a substância deve ir 'para aquele que mais a quer'. Sua conclusão foi o comunismo".

### Debate com Malthus
Em 1798, Thomas Robert Malthus escreveu An Essay on the Principle of Population em resposta às visões de Godwin sobre a "perfectibilidade da sociedade". Malthus escreveu que as populações estão inclinadas a aumentar em tempos de abundância, e que apenas a angústia, de causas como escassez de alimentos, doenças ou guerras, serve para conter o crescimento populacional. As populações, em sua opinião, estão sempre condenadas a crescer até que a angústia seja sentida, pelo menos pelo segmento mais pobre da sociedade. Consequentemente, a pobreza era sentida como um fenômeno inevitável da sociedade.
Imaginemos por um momento o belo sistema de igualdade do Sr. Godwin realizado em sua máxima pureza, e vejamos em quanto tempo essa dificuldade pode ser esperada sob uma forma tão perfeita de sociedade... Suponhamos que todas as causas da miséria e do vício nesta ilha tenham sido removidas. A guerra e a contenda cessam. Comércios e fábricas insalubres não existem. Multidões já não se juntam nas grandes e pestilentas cidades... Todas as casas são limpas, arejadas, suficientemente espaçosas e em uma situação saudável.... E os trabalhos necessários da agricultura são partilhados amigavelmente entre todos. O número de pessoas, e a produção da ilha, supomos ser o mesmo que atualmente. O espírito de benevolência, guiado pela justiça imparcial, dividirá este produto entre todos os membros da sociedade de acordo com suas necessidades. Com esses incentivos extraordinários à população, e todas as causas de despovoamento, como supomos, removidas, os números necessariamente aumentariam mais rápido do que em qualquer sociedade que já foi conhecida. 
Malthus continuou argumentando que, em tais condições ideais, a população poderia dobrar a cada 25 anos. No entanto, a oferta de alimentos não poderia continuar dobrando nesse ritmo nem mesmo por 50 anos. A oferta de alimentos se tornaria inadequada para a população crescente e, então:
... a poderosa lei da autopreservação expulsa todas as emoções mais suaves e exaltadas da alma... O milho é arrancado antes de estar maduro, ou secretado em proporções injustas; e todo o trem negro de vícios que pertencem à falsidade são imediatamente gerados. As provisões não chegam mais para o sustento da mãe com família numerosa. As crianças estão doentes por falta de comida... Não existiam aqui instituições humanas, à perversidade a que o Sr. Godwin atribui o pecado original dos piores homens. Nenhuma oposição havia sido produzida por eles entre o bem público e o privado. Não havia sido criado nenhum monopólio daquelas vantagens que a razão manda deixar em comum. Nenhum homem havia sido levado à quebra da ordem por leis injustas. A benevolência havia estabelecido seu reinado em todos os corações: e, no entanto, em um período tão curto como dentro de cinquenta anos, a violência, a opressão, a falsidade, a miséria, todo vício odioso e toda forma de angústia, que degradam e entristecem o estado atual da sociedade, parecem ter sido gerados pelas circunstâncias mais imperiosas, pelas leis inerentes à natureza do homem, e absolutamente independente de suas regulamentações humanas. 
Em Justiça Política, Godwin havia reconhecido que um aumento no padrão de vida como ele imaginava poderia causar pressões populacionais, mas ele via uma solução óbvia para evitar a angústia: "projetar uma mudança na estrutura da ação humana, se não da natureza humana, especificamente a eclipsação do desejo sexual pelo desenvolvimento dos prazeres intelectuais". Na versão de 1798 de seu ensaio, Malthus rejeitou especificamente essa possível mudança na natureza humana. Na segunda e nas edições seguintes, no entanto, ele escreveu que a restrição moral generalizada, ou seja, o adiamento do casamento e o celibato pré-nupcial (abstinência sexual), poderiam reduzir a tendência de uma população crescer até que a angústia fosse sentida. Godwin também viu a nova tecnologia como sendo parcialmente responsável pela futura mudança na natureza humana para seres mais desenvolvidos intelectualmente. Ele raciocinava que os crescentes avanços tecnológicos levariam a uma diminuição na quantidade de tempo que os indivíduos gastavam na produção e no trabalho e, assim, a mais tempo gasto no desenvolvimento de "suas faculdades intelectuais e morais". Em vez de a população crescer exponencialmente, Godwin acreditava que essa melhoria moral superaria o crescimento da população. Godwin imaginou uma utopia social onde a sociedade alcançaria um nível de sustentabilidade e se engajaria no "comunismo voluntário".

Em julho de 1820, Godwin publicou Of Population: An Enquiry Concerning the Power of Increase in the Numbers of Mankind como uma refutação aos ensaios de Malthus. O principal argumento de Godwin era contra a noção de Malthus de que a população tende a crescer exponencialmente. Godwin acreditava que, para que a população dobrasse a cada vinte e cinco anos (como Malthus afirmara ter ocorrido nos Estados Unidos, devido à expansão dos recursos disponíveis lá), cada casal teria que ter pelo menos oito filhos, dada a taxa de mortes infantis. O próprio Godwin era um dos treze filhos, mas não observava a maioria dos casais em sua época tendo oito filhos. Concluiu, portanto:
Na realidade, se eu não tivesse tomado a caneta com o propósito expresso de refutar todos os erros do livro do Sr. Malthus, e de tentar introduzir outros princípios, mais alegres, mais favoráveis aos melhores interesses da humanidade e mais bem preparados para resistir às incursões do vício e da miséria, eu poderia encerrar meu argumento aqui: e coloque a caneta com esta breve observação, que, quando este autor tiver produzido de qualquer país, os Estados Unidos da América do Norte não exceto, um registro de casamentos e nascimentos, do qual se verá que há em média oito nascimentos de um casamento, então, e não até lá, posso ter qualquer razão justa para admitir sua doutrina da razão geométrica. 

### Interesse pela imortalidade terrena
Em sua primeira edição de Justiça Política, Godwin incluiu argumentos favoráveis à possibilidade de "imortalidade terrena" (o que agora seria chamado de imortalidade física), mas edições posteriores do livro omitiram esse tópico. Embora a crença em tal possibilidade seja consistente com sua filosofia sobre perfectibilidade e progresso humano, ele provavelmente abandonou o assunto por conveniência política quando percebeu que isso poderia desacreditar suas outras visões.

## Publicações

### Romances
- Damon and Delia, A Tale (1784)
- Imogen: A Pastorial Romance From the Ancient British (1784)
- Things as They Are; or, The Adventures of Caleb Williams (1794)
- St. Leon (1799)
- The Looking Glass: A True History of the Early Years of an Artist (1805)
- Fleetwood (1805)
- Mandeville (1817)
- Cloudesley: A Tale (1830)
- Deloraine (1833)

### Outras ficções
- Antonio: A Tragedy In Five Acts (1800) - peça
- Fables, Ancient And Modern: Adapted For The Use Of Children (1840) - publicado postumamente

### Não-ficção
- Enquiry concerning Political Justice, and its Influence on General Virtue and Happiness (1793) "Inquérito acerca da justiça política"
- The Enquirer (Londres: George Robinson, 1797; rev. 1823)
- Memoirs of the Author of A Vindication of the Rights of Woman (1798)
- Life of Geoffrey Chaucer (1804)
- The Pantheon: Or, Ancient History of the Gods of Greece and Rome (1814)
- Lives Of Edward And John Philips, Nephews And Pupils Of Milton (1815)
- Life of Lady Jane Grey, and of Lord Guildford Dudley, Her Husband (1824)
- History of the Commonwealth (book) (1824–1828)
- Thoughts on Man, his Nature, Productions, and Discoveries, Interspersed with some particulars respecting the author (1831)
- Lives of the Necromancers (1834)
- Transfusion (1835)